# Cakau Tabu
Cakau Tabu, auch Thakau Tambu, früher Gordon Reef of Wilkes ist ein ringförmiges Korallenriff im Osten des Lau-Archipels im Pazifischen Ozean. Politisch gehört es zur Eastern Division des Inselstaates Fidschi. 

## Geographie
Cakau Tabu liegt rund 25 km östlich von Tuvuca sowie 13 km nordöstlich von Yaroua im Osten der Northern Lau Group. Das atollartige, nahezu quadratische Riff liegt komplett unter der Meeresoberfläche und weist eine Länge von rund 5 km auf. Die rund 10 km² große und bis zu 20 m tiefe Lagune ist fast vollständig von einem Saumriff umschlossen, lediglich im Westen gibt es offene Passagen. 

## Fauna
Das Korallenriff ist bekannt für seine Vorkommen an Glatten Riesenmuscheln (Tridacna derasa), unter denen hier 1986 auch die Art Tridacna tevoroa neu entdeckt wurde und welche als die seltenste Art der Riesenmuscheln gilt.